# Thuyền buồm tại Thế vận hội Mùa hè 2016
Bản mẫu:Thuyền buồm tại Thế vận hội Mùa hè 2016
Thuyền buồm tại Thế vận hội Mùa hè 2016 ở Rio de Janeiro diễn ra từ ngày 8-18 tháng Tám tại Marina da Gloria trên Vịnh Guanabara. Có hai nội dung được thay đổi so với năm 2012. Có tất cả 10 bộ huy chương được trao. Địa điểm diễn ra môn thuyền buồm là nguồn cơn gây lo ngại cho các vận động viên sau khi các nhà khoa học tìm thấy siêu vi khuẩn kháng thuốc trên vịnh Guanabara Bay do sự xả thải của các bệnh viện và nước thải sinh hoạt ra các con sông và đại dương. Phòng thí nghiệm của chính phủ liên bang Brasil Oswaldo Cruz Foundation cũng tìm thấy gen của các siêu vi khuẩn tại các con sông đổ ra Vịnh Guanabara.

## Thể thức thi đấu

### Vòng loại
Có tổng cộng 380 vận động viên tham dự môn thuyền buồm của Thế vận hội. Vòng loại được tính bắt đầu từ ISAF Sailing World Championships 2014 vào tháng 9 năm 2014. Với tư cách chủ nhà, Brazil nhận được một suất tại mỗi nội dung.

### Loại (trang bị)
| Loại         | Kiểu       | Nội dung | Thủy thủ | Dây đu | Buồm | Jib/Genoa | Buồm lớn | Lần đầu tại TVH | Số lần thi đấu |
| ------------ | ---------- | -------- | -------- | ------ | ---- | --------- | -------- | --------------- | -------------- |
| RS:X         | Thuyền ván |          | 1        | -      | +    | -         | -        | 2008            | 3              |
| RS:X         | Thuyền ván |          | 1        | -      | +    | -         | -        | 2008            | 3              |
| Laser Radial | Thuyền nhỏ |          | 1        | -      | +    | -         | -        | 2008            | 3              |
| Laser        | Thuyền nhỏ |          | 1        | -      | +    | -         | -        | 1996            | 6              |
| Phần Lan     | Thuyền nhỏ |          | 1        | 0      | +    | –         | –        | 1952            | 17             |
| 470          | Thuyền nhỏ |          | 2        | 1      | +    | +         | +        | 1988            | 8              |
| 470          | Thuyền nhỏ |          | 2        | 1      | +    | +         | +        | 1976            | 11             |
| 49er         | Thuyền nhẹ |          | 2        | 2      | +    | +         | +        | 2000            | 5              |
| 49erFX       | Thuyền nhẹ |          | 2        | 2      | +    | +         | +        | 2016            | 1              |
| Nacra 17     | Nhiều thân | & Đôi    | 2        | 2      | +    | +         | +        | 2016            | 1              |

## Lịch thi đấu
Các nội dung bắt đầu từ ngày 8 tháng Tám và thi đấu tới ngày 13 của Thế vận hội tức ngày 18 tháng Tám.
| ● | Vòng loại | ● | Vòng tranh huy chương |

| Ngày → Nội dung ↓   | Hai 8 | Ba 9 | Tư 10 | Năm 11 | Sáu 12 | Bảy 13 | CN 14 | Hai 15 | Ba 16 | Tư 17 | Năm 18 |
| ------------------- | ----- | ---- | ----- | ------ | ------ | ------ | ----- | ------ | ----- | ----- | ------ |
| RS:X nam            | ●●●   | ●●●  |       | ●●●    | ●●●    |        | ●     |        |       |       |        |
| RS:X nữ             | ●●●   | ●●●  |       | ●●●    | ●●●    |        | ●     |        |       |       |        |
| Laser nam           | ●●    | ●●   | ●●    |        | ●●     | ●●     |       |        | ●     |       |        |
| Laser Radial nữ     | ●●    | ●●   | ●●    |        | ●●     | ●●     |       |        | ●     |       |        |
| Phần Lan nam        |       | ●●   | ●●    | ●●     |        | ●●     | ●●    |        | ●     |       |        |
| Nacra 17 đôi nam nữ |       |      | ●●    | ●●●●   |        | ●●●    | ●●●   |        | ●     |       |        |
| 470 nam             |       |      | ●●    | ●●     | ●●     |        | ●●    |        | ●●    | ●     |        |
| 470 nữ              |       |      | ●●    | ●●     | ●●     |        | ●●    |        | ●●    | ●     |        |
| 49er nam            |       |      |       |        | ●●●    | ●●●    |       | ●●●    | ●●●   |       | ●      |
| 49erFX nữ           |       |      |       |        | ●●●    | ●●●    |       | ●●●    | ●●●   |       | ●      |

## Dự báo thời tiết
Dự báo thời tiết tại Serviço Meteorológico Esportivo - Dự báo thời tiết đua thuyền buồm.

## Quốc gia tham dự
- Algérie (3)
- Angola (3)
- Argentina (13)
- Aruba (3)
- Úc (11)
- Áo (8)
- Belarus (2)
- Bỉ (4)
- Bermuda (2)
- Brasil (15)
- Canada (9)
- Quần đảo Cayman (1)
- Chile (9)
- Trung Quốc (8)
- Colombia (1)
- Quần đảo Cook (2)
- Croatia (8)
- Síp (2)
- Cộng hòa Séc (3)
- Đan Mạch (11)
- Ai Cập (1)
- El Salvador (1)
- Estonia (5)
- Phần Lan (8)
- Pháp (15)
- Đức (12)
- Anh Quốc (15)
- Hy Lạp (7)
- Guatemala (1)
- Hồng Kông (2)
- Hungary (5)
- Ireland (6)
- Israel (6)
- Ý (13)
- Nhật Bản (11)
- Latvia (1)
- Litva (2)
- Malaysia (2)
- México (3)
- Montenegro (1)
- Hà Lan (11)
- New Zealand (12)
- Na Uy (7)
- Perú (2)
- Ba Lan (7)
- Bồ Đào Nha (5)
- Nga (7)
- Saint Lucia (1)
- Seychelles (3)
- Singapore (10)
- Slovenia (3)
- Nam Phi (3)
- Hàn Quốc (4)
- Tây Ban Nha (14)
- Thụy Điển (7)
- Thụy Sĩ (9)
- Đài Bắc Trung Hoa (1)
- Thái Lan (4)
- Trinidad và Tobago (1)
- Tunisia (4)
- Thổ Nhĩ Kỳ (6)
- Ukraina (3)
- Hoa Kỳ (15)
- Uruguay (4)
- Venezuela (2)
- Quần đảo Virgin thuộc Mỹ (1)

## Huy chương

### Bảng xếp hạng huy chương
| 1    | Anh Quốc    | 2  | 1  | 0  | 3  |
| 2    | Hà Lan      | 2  | 0  | 0  | 2  |
| 3    | Úc          | 1  | 3  | 0  | 4  |
| 4    | New Zealand | 1  | 2  | 1  | 4  |
| 5    | Croatia     | 1  | 1  | 0  | 2  |
| 6    | Pháp        | 1  | 0  | 2  | 3  |
| 7    | Argentina   | 1  | 0  | 0  | 1  |
| 7    | Brasil*     | 1  | 0  | 0  | 1  |
| 9    | Trung Quốc  | 0  | 1  | 0  | 1  |
| 9    | Ireland     | 0  | 1  | 0  | 1  |
| 9    | Slovenia    | 0  | 1  | 0  | 1  |
| 12   | Đan Mạch    | 0  | 0  | 2  | 2  |
| 13   | Áo          | 0  | 0  | 1  | 1  |
| 13   | Đức         | 0  | 0  | 1  | 1  |
| 13   | Hy Lạp      | 0  | 0  | 1  | 1  |
| 13   | Nga         | 0  | 0  | 1  | 1  |
| 13   | Hoa Kỳ      | 0  | 0  | 1  | 1  |
| Tổng | Tổng        | 10 | 10 | 10 | 30 |

### Nữ
| Nội dung           | Vàng                                        | Bạc                                            | Đồng                                                     |
| ------------------ | ------------------------------------------- | ---------------------------------------------- | -------------------------------------------------------- |
| 2016: RS:X nữ      | Charline Picon · Pháp                       | Trần Bội Na · Trung Quốc                       | Stefania Elfutina · Nga                                  |
| 2016: Laser Radial | Marit Bouwmeester · Hà Lan                  | Annalise Murphy · Ireland                      | Anne-Marie Rindom · Đan Mạch                             |
| 2016: 470 nữ       | Hannah Mills · Saskia Clark · Anh Quốc      | Jo Aleh · Olivia Powrie · New Zealand          | Camille Lecointre · Hélène Defrance · Pháp               |
| 2016: 49erFX       | Brasil (BRA) · Martine Grael · Kahena Kunze | New Zealand (NZL) · Alex Maloney · Molly Meech | Đan Mạch (DEN) · Jena Mai Hansen · Katja Salskov-Iversen |

### Nam
| Nội dung       | Vàng                                           | Bạc                                        | Đồng                                         |
| -------------- | ---------------------------------------------- | ------------------------------------------ | -------------------------------------------- |
| 2016: RS:X nam | Dorian van Rijsselberghe · Hà Lan              | Nick Dempsey · Anh Quốc                    | Pierre Le Coq · Pháp                         |
| 2016: Laser    | Tom Burton · Úc                                | Tonči Stipanović · Croatia                 | Sam Meech · New Zealand                      |
| 2016: Phần Lan | Giles Scott · Anh Quốc                         | Vasilij Žbogar · Slovenia                  | Caleb Paine · Hoa Kỳ                         |
| 2016: 470 nam  | Šime Fantela · Igor Marenić · Croatia          | Matthew Belcher · Will Ryan · Úc           | Panagiotis Mantis · Pavlos Kagialis · Hy Lạp |
| 2016: 49er     | New Zealand (NZL) · Peter Burling · Blair Tuke | Úc (AUS) · Nathan Outteridge · Iain Jensen | Đức (GER) · Erik Heil · Thomas Plößel        |

### Đôi nam nữ
| Nội dung       | Vàng                                                       | Bạc                                         | Đồng                                  |
| -------------- | ---------------------------------------------------------- | ------------------------------------------- | ------------------------------------- |
| 2016: Nacra 17 | Argentina (ARG) · Santiago Lange · Cecilia Carranza Saroli | Úc (AUS) · Jason Waterhouse · Lisa Darmanin | Áo (AUT) · Thomas Zajac · Tanja Frank |